# Roure del Bon Retir
El Roure del Bon Retir (Quercus pubescens) és un arbre que es troba a Tossa de Mar (la Selva).

## Dades descriptives
- Perímetre del tronc a 1,30 m: 4,40 m.
- Perímetre de la base del tronc: 6,52 m.[1]
- Alçada: 22 m.
- Amplada de la capçada: 30,70 m.
- Altitud sobre el nivell del mar: 12 m.

## Entorn
L'expansió urbanística del municipi de Tossa ha integrat aquest vell roure al pati d'un sistema d'habitatges amb una zona enjardinada amb coronil·la i xiprer, on hi ha, com a flora silvestre, carabassina, margall, morella de paret, pensament, avellanetes, esbarzer, arítjol i rebrots de robínia i lledoner. Molt a prop hi ha l'estació depuradora d'aigües residuals (EDAR) de Tossa de Mar, amb un interessant aprofitament de les aigües residuals tractades, en forma d'estanyol, on és fàcil veure ànecs collverds, cueretes blanques i bernats pescaires.

## Aspecte general
Té bon aspecte: presenta densitat generosa de capçada i cap símptoma de feblesa. Presenta dos grans braços tallats, a uns 4 metres d'alçada, al mateix tronc principal, a causa d'un llamp que els va fer caure l'any 2006. Mostra melassa a l'anvers de les fulles, segurament a causa de l'atac d'algun àfid.

## Observacions
Constitueix una curiositat biogeogràfica, ja que és una espècie vinculada al clima atlàntic i que, en aquest cas, es troba al seu límit meridional en una zona litoral típicament mediterrània força seca. Va éser declarat arbre d'interès local l'any 1987.

## Accés
Cal dirigir-se a la mateixa finca del Bon Retir. Des de la població de Tossa de Mar agafem la carretera que porta a Llagostera (carretera GI-681), tombem cap al camí que duu a la gossera municipal i, recorreguts uns 100 metres de la pista, trobarem el roure a la nostra esquerra (als habitatges del Bon Retir, un petit complex vorejat per una tanca metàl·lica). GPS 31T 0493559 4619719.